# Marcgravia lineolata
Marcgravia lineolata är en tvåhjärtbladig växtart som beskrevs av Carl Karl Wilhelm Leopold Krug och Urb. Marcgravia lineolata ingår i släktet Marcgravia och familjen Marcgraviaceae. Inga underarter finns listade i Catalogue of Life.